# Добро пожаловать к Райли
«Добро пожаловать к Райли» (англ. Welcome to the Rileys) — независимая американская драма 2010 года, снятая Джейком Скоттом, по сценарию Кена Хиксона. В главных ролях снимались Кристен Стюарт, Джеймс Гандольфини и Мелисса Лео. Фильм был впервые показан в 2010 году на кинофестивале Сандэнс.

## Сюжет
Даг и Лоис Райли стали отдаляться друг от друга после смерти их дочери Эмили. Пока Лоис борется с непрекращающимся ощущением вины, Даг пытается забыться, заводя роман с Вивиан, местной официанткой. Со временем Лоис полностью замыкается в себе, боясь выходить на улицу. И когда Вивиан внезапно умирает, Даг отправляется в стриптиз-клуб во время деловой командировки, пытаясь разобраться в сложившейся жизненной ситуации. Встретив там несовершеннолетнюю проститутку Мэллори, необычайно похожую на его покойную дочь, Даг делает ей самое неожиданное предложение: платить ей 100 долларов каждый день только за то, чтобы она позволила ему жить в своей маленькой квартире. Никакого секса, никаких отношений. Мэллори сразу же соглашается и Даг звонит Лоис, говоря ей, что больше не приедет домой. Со временем Мэллори привыкает к присутствию Дага, который пытается отучить её ругаться, взимая за каждое плохое слово по доллару. В это же время, дома, Лоис принимает решение отправиться за своим мужем, даже если это означает выйти из дома впервые за последние несколько лет. В первые мгновения она не может дойти даже до почты, но после нескольких попыток ей всё-таки удаётся завести машину и выехать на магистраль, направляясь на юг. Когда Лоис приезжает в Луизиану и обнаруживает, что её муж живёт с вульгарной, несовершеннолетней проституткой, её первой реакцией был шок. Но как и Даг до неё, она быстро теплеет к Мэллори из-за её поразительного сходства с Эмили. Через небольшое время Лоис тоже перебирается к Мэллори, и они втроём формируют весьма необычные семейные отношения. Позже, когда Лоис пытается помешать Мэллори продолжать заниматься проституцией, напряжение нарастает. Но когда Мэллори попадает в полицейский участок, жестоко избитая клиентом, Даг и Лоис бросаются к ней.

## В ролях
- Кристен Стюарт — Мэллори, 16-летняя проститутка и танцовщица в баре.[2]
- Джеймс Гандольфини — Даг Райли, одинокий мужчина, проникшийся симпатией к Мэллори из-за её сходства с его покойной дочерью.
- Мелисса Лео — Лоис Райли, жена Дага.
- Эйза Дэвис — Вивиан, официантка, с которой Доу крутит роман.
- Дэвид Дженсен — Эд.
- Кейти Лэмкин — Шарлин.

## Место съёмок
Съёмки происходили в Новом Орлеане в конце 2008 года.

## Критика
Фильм был показан в 2010 году на фестивале в Сандэнс. Картина получила как позитивные, так и многочисленные негативные отзывы.
Критик из USA Today сказал, «Роль несовершеннолетней проститутки и по совместительству стриптизёрши в ночном клубе, исполненная Кристен, была обязана стать скандалом. Те, кто привыкли видеть её только как влюблённую Беллу из „Сумерек“, могут быть шокированы. Другие же, знающие её по фильму „Парк культуры и отдыха“, увидят подтверждение многогранности её артистического таланта. Стюарт заслуживает уважение за попытку найти себя в новом амплуа. Слишком легко было бы сняться в какой-нибудь банальной романтической комедии, зарабатывая гонорары от продолжений Сумеречной саги… Вместо этого, Стюарт бросает себе вызов. И зрителям тоже»
The Washington Post называет фильм «тусклым, одновременно предсказуемым и неправдоподобным», а «The Wall Street Journal» — «очередной скучной историей о падении и преодолении».